# J1 League 2017
La J1 League 2017, nota come Meiji Yasuda J1 League 2017 per ragioni di sponsorizzazione, è stata la venticinquesima edizione della massima serie del campionato giapponese di calcio. Il campionato è iniziato il 25 febbraio 2017 e si è concluso il 2 dicembre 2017, tornando al formato a singola fase. Il Kawasaki Frontale ha vinto il campionato per la prima volta, superando il Kashima Antlers per la migliore differenza reti dopo aver concluso entrambi a pari punti.

## Stagione

### Novità
Al termine della J1 League 2016 il Nagoya Grampus, lo Shonan Bellmare e l'Avispa Fukuoka sono stati retrocessi in J2 League. Al loro posto sono stati promossi il Consadole Sapporo, vincitore della J2 League 2016, lo Shimizu S-Pulse, secondo classificato, e il Cerezo Osaka, vincitore dei play-off promozione.

### Formula
Con la stagione 2017 il campionato è tornato al formato a singola fase. Le 18 squadre si affrontano in un girone all'italiana con partite di andata e ritorno, per un totale di 34 giornate. La squadra prima classificata è dichiarata campione del Giappone e viene ammessa alla fase a gironi della AFC Champions League 2018. La seconda classifica viene anche ammessa alla fase a gironi della AFC Champions League 2018, mentre la terza classificata viene ammessa alla fase play-off della AFC Champions League 2018. Le ultime tre classificate vengono retrocesse in J2 League.

## Squadre partecipanti
| Club                | Città     | Stadio                         | Stagione 2016          |
| ------------------- | --------- | ------------------------------ | ---------------------- |
| Albirex Niigata     | Niigata   | Niigata Stadium                | 15º posto in J1 League |
| Cerezo Osaka        | Osaka     | Stadio Nagai                   | 4º posto in J2 League  |
| Consadole Sapporo   | Sapporo   | Sapporo Dome                   | 1º posto in J2 League  |
| Gamba Osaka         | Suita     | Osaka Expo '70 Stadium         | 4º posto in J1 League  |
| Júbilo Iwata        | Iwata     | Yamaha Stadium                 | 13º posto in J1 League |
| Kashima Antlers     | Kashima   | Kashima Soccer Stadium         | Campione del Giappone  |
| Kashiwa Reysol      | Kashiwa   | Hitachi Kashiwa Soccer Stadium | 8º posto in J1 League  |
| Kawasaki Frontale   | Kawasaki  | Todoroki Athletics Stadium     | 2º posto in J1 League  |
| Omiya Ardija        | Saitama   | NACK5 Stadium Omiya            | 5º posto in J1 League  |
| Sagan Tosu          | Tosu      | Best Amenity Stadium           | 11º posto in J1 League |
| Sanfrecce Hiroshima | Hiroshima | Hiroshima Big Arch             | 6º posto in J1 League  |
| Shimizu S-Pulse     | Shizuoka  | IAI Stadium Nihondaira         | 2º posto in J2 League  |
| Tokyo               | Tokyo     | Tokyo Stadium                  | 10º posto in J1 League |
| Urawa Red Diamonds  | Saitama   | Saitama Stadium 2002           | 1º posto in J1 League  |
| Vegalta Sendai      | Sendai    | Yurtec Stadium Sendai          | 12º posto in J1 League |
| Ventforet Kofu      | Kōfu      | Yamanashi Chuo Bank Stadium    | 14º posto in J1 League |
| Vissel Kobe         | Kōbe      | Home's Stadium Kobe            | 7º posto in J1 League  |
| Yokohama F·Marinos  | Yokohama  | Nissan Stadium                 | 9º posto in J1 League  |

## Classifica finale
Fonte: sito ufficiale.
|  | Pos. | Squadra             | Pt | G  | V  | N  | P  | GF | GS | DR  |
|  | ---- | ------------------- | -- | -- | -- | -- | -- | -- | -- | --- |
|  | 1.   | Kawasaki Frontale   | 72 | 34 | 23 | 9  | 4  | 71 | 32 | +39 |
|  | 2.   | Kashima Antlers     | 72 | 34 | 23 | 3  | 8  | 53 | 31 | +22 |
|  | 3.   | Cerezo Osaka        | 63 | 34 | 19 | 6  | 9  | 65 | 43 | +22 |
|  | 4.   | Kashiwa Reysol      | 62 | 34 | 18 | 8  | 8  | 49 | 33 | +16 |
|  | 5.   | Yokohama F·Marinos  | 59 | 34 | 17 | 8  | 9  | 45 | 36 | +9  |
|  | 6.   | Júbilo Iwata        | 58 | 34 | 16 | 10 | 8  | 50 | 30 | +20 |
|  | 7.   | Urawa Reds          | 49 | 34 | 14 | 7  | 13 | 64 | 54 | +10 |
|  | 8.   | Sagan Tosu          | 47 | 34 | 13 | 8  | 13 | 41 | 44 | -3  |
|  | 9.   | Vissel Kōbe         | 44 | 34 | 13 | 5  | 16 | 40 | 45 | -5  |
|  | 10.  | Gamba Osaka         | 43 | 34 | 11 | 10 | 13 | 48 | 41 | +7  |
|  | 11.  | Consadole Sapporo   | 43 | 34 | 12 | 7  | 15 | 39 | 47 | -8  |
|  | 12.  | Vegalta Sendai      | 41 | 34 | 11 | 8  | 15 | 44 | 53 | -9  |
|  | 13.  | FC Tokyo            | 40 | 34 | 10 | 10 | 14 | 37 | 42 | -5  |
|  | 14.  | Shimizu S-Pulse     | 34 | 34 | 8  | 10 | 16 | 36 | 54 | -18 |
|  | 15.  | Sanfrecce Hiroshima | 33 | 34 | 8  | 9  | 17 | 32 | 49 | -17 |
|  | 16.  | Ventforet Kofu      | 32 | 34 | 7  | 11 | 16 | 23 | 39 | -16 |
|  | 17.  | Albirex Niigata     | 28 | 34 | 7  | 7  | 20 | 28 | 60 | -32 |
|  | 18.  | Omiya Ardija        | 25 | 34 | 5  | 10 | 19 | 28 | 60 | -32 |

Legenda:
      Campione del Giappone e ammesso alla AFC Champions League 2018
      ammessa alla fase a gironi della AFC Champions League 2018
      ammessa alle qualificazioni della AFC Champions League 2018
      Retrocessi in J2 League 2018
Note:
Tre punti a vittoria, uno a pareggio, zero a sconfitta.
La classifica viene stilata secondo i seguenti criteri:
- Punti conquistati
- Differenza reti generale
- Reti totali realizzate
- Punti negli scontri diretti
- Differenza reti negli scontri diretti
- Reti realizzate negli scontri diretti
- Classifica fair-play
- Sorteggio

## Risultati
|           | Alb  | Cer  | Con  | Gam  | Jub  | KaA  | KaR  | Kaw  | Omi  | Sag  | San  | Shi  | Tok  | Ura  | Veg  | Ven  | Vis  | Yok  |
| --------- | ---- | ---- | ---- | ---- | ---- | ---- | ---- | ---- | ---- | ---- | ---- | ---- | ---- | ---- | ---- | ---- | ---- | ---- |
| Albirex   | –––– | 1-0  | 1-0  | 2-3  | 0-2  | 2-4  | 0-1  | 0-2  | 1-2  | 1-0  | 0-0  | 0-2  | 0-3  | 1-6  | 1-2  | 1-0  | 0-2  | 0-2  |
| Cerezo    | 4-0  | –––– | 3-1  | 2-2  | 0-0  | 0-1  | 2-1  | 2-0  | 2-1  | 1-0  | 5-2  | 1-1  | 3-1  | 4-2  | 1-4  | 2-0  | 3-1  | 2-0  |
| Consadole | 2-2  | 1-1  | –––– | 0-2  | 2-1  | 1-2  | 3-0  | 1-1  | 1-0  | 3-2  | 2-1  | 1-0  | 2-1  | 2-0  | 1-0  | 1-1  | 1-2  | 0-2  |
| Gamba     | 0-1  | 3-1  | 0-1  | –––– | 0-2  | 0-1  | 0-1  | 1-1  | 6-0  | 3-0  | 0-1  | 1-1  | 3-0  | 1-1  | 1-1  | 1-1  | 1-2  | 1-2  |
| Júbilo    | 2-2  | 1-1  | 2-2  | 3-0  | –––– | 0-0  | 0-2  | 0-2  | 2-1  | 2-1  | 2-3  | 3-1  | 2-0  | 1-1  | 0-1  | 1-0  | 2-1  | 2-1  |
| Kashima   | 2-0  | 0-1  | 3-0  | 2-1  | 0-3  | –––– | 0-0  | 0-3  | 1-0  | 2-1  | 2-0  | 2-0  | 0-1  | 1-0  | 2-0  | 3-0  | 1-2  | 1-0  |
| Kashiwa   | 1-1  | 1-0  | 2-1  | 1-3  | 1-0  | 2-3  | –––– | 2-2  | 4-2  | 0-0  | 1-0  | 0-2  | 4-1  | 1-0  | 0-1  | 0-1  | 3-1  | 2-0  |
| Kawasaki  | 3-0  | 5-1  | 2-1  | 1-0  | 2-5  | 3-1  | 2-1  | –––– | 5-0  | 1-1  | 1-0  | 2-2  | 1-1  | 4-1  | 3-2  | 1-1  | 5-0  | 3-0  |
| Omiya     | 1-0  | 0-3  | 2-2  | 2-2  | 1-2  | 0-1  | 1-1  | 0-2  | –––– | 1-1  | 1-1  | 0-0  | 1-2  | 1-0  | 2-1  | 0-0  | 0-2  | 1-2  |
| Sagan     | 3-0  | 1-2  | 1-0  | 1-3  | 0-2  | 1-0  | 1-3  | 2-3  | 3-0  | –––– | 1-0  | 2-1  | 2-1  | 2-1  | 1-1  | 2-1  | 1-0  | 1-0  |
| Sanfrecce | 1-1  | 1-0  | 1-1  | 2-2  | 0-0  | 1-3  | 0-2  | 0-3  | 0-3  | 0-1  | –––– | 0-1  | 2-1  | 0-1  | 3-3  | 1-0  | 1-1  | 0-1  |
| Shimizu   | 2-3  | 3-2  | 0-2  | 2-0  | 0-3  | 2-3  | 1-4  | 0-3  | 1-1  | 1-1  | 1-3  | –––– | 0-2  | 1-2  | 0-3  | 1-0  | 0-1  | 1-3  |
| Tokyo     | 1-1  | 1-4  | 1-2  | 0-0  | 0-0  | 2-2  | 1-2  | 3-0  | 2-0  | 3-3  | 1-0  | 0-0  | –––– | 0-1  | 1-0  | 1-1  | 1-0  | 0-1  |
| Urawa     | 2-1  | 3-1  | 3-2  | 3-3  | 2-4  | 0-1  | 1-2  | 0-1  | 2-2  | 2-2  | 4-3  | 3-3  | 2-1  | –––– | 7-0  | 4-1  | 1-1  | 0-1  |
| Vegalta   | 2-1  | 2-4  | 1-0  | 2-3  | 0-0  | 1-4  | 1-1  | 0-2  | 3-0  | 4-1  | 1-0  | 0-0  | 0-2  | 2-3  | –––– | 3-0  | 0-2  | 2-2  |
| Ventforet | 0-2  | 1-1  | 2-0  | 1-0  | 0-0  | 0-1  | 0-0  | 2-2  | 1-0  | 0-0  | 1-2  | 0-1  | 1-1  | 0-1  | 1-0  | –––– | 2-3  | 3-2  |
| Vissel    | 2-1  | 1-2  | 2-0  | 0-1  | 1-0  | 1-2  | 1-2  | 0-0  | 3-1  | 1-2  | 1-2  | 1-3  | 1-1  | 1-3  | 3-0  | 0-1  | –––– | 0-0  |
| Yokohama  | 1-1  | 1-4  | 3-0  | 0-1  | 2-1  | 3-2  | 1-1  | 2-0  | 1-1  | 1-0  | 1-1  | 2-2  | 1-0  | 3-2  | 1-1  | 1-0  | 2-0  | –––– |

## Statistiche

### Classifica marcatori
Fonte: Sito ufficiale.
| Gol |  |  | Giocatore       | Squadra             |
| --- |  |  | --------------- | ------------------- |
| 23  |  |  | Yū Kobayashi    | Kawasaki Frontale   |
| 22  |  |  | Ken'yū Sugimoto | Cerezo Osaka        |
| 20  |  |  | Shinzō Kōroki   | Urawa Red Diamonds  |
| 14  |  |  | Kengo Kawamata  | Júbilo Iwata        |
| 12  |  |  | Cristiano       | Kashiwa Reysol      |
| 12  |  |  | Rafael da Silva | Urawa Red Diamonds  |
| 12  |  |  | Mū Kanazaki     | Kashima Antlers     |
| 11  |  |  | Leandro         | Kashima Antlers     |
| 10  |  |  | Hiroyuki Abe    | Kawasaki Frontale   |
| 10  |  |  | Jay Bothroyd    | Consadole Sapporo   |
| 10  |  |  | Naoki Ishihara  | Vegalta Sendai      |
| 10  |  |  | Anderson Lopes  | Sanfrecce Hiroshima |
| 10  |  |  | Shun Nagasawa   | Gamba Osaka         |
| 10  |  |  | Jong Tae-Se     | Shimizu S-Pulse     |
| 10  |  |  | Hugo Vieira     | Yokohama F·Marinos  |